# Gare de Réding
Gare de Réding – stacja kolejowa w Réding, w departamencie Mozela, w regionie Grand Est, we Francji.
Jest stacją Société nationale des chemins de fer français (SNCF), obsługiwaną przez pociągi TER Alsace i TER Lorraine.